# Reichert Róbert
Reichert Róbert (Budapest, 1901. szeptember 15. – Budapest, Józsefváros, 1937. július 8.) magyar mineralógus.

## Életpályája
Reichert Rezső és Krebs Karolina fiaként született. A Barcsay utcai Magyar Királyi Állami Főgimnáziumban érettségizett (1919). Középiskolai tanítói oklevelét 1924-ben a budapesti Pázmány Péter Tudományegyetem Bölcsészettudományi Karán szerezte. 1925-ben ásvány-kőzettanból doktorált, majd 1935-ben az ásvány-kőzettan egyetemi magántanára lett. Az egyetem ásvány-kőzettani intézetének tanársegéde, majd adjunktusa volt, 1932-ben meghívták az Angolkisasszonyok Római Katolikus Tanárképző Főiskolájának előadó tanárává, ahol az ásványtan, kőzettan, geológia és kémia tárgyakat oktatta.
Házastársa Lencz Olga volt, Lencz Ödön és Róth Mária lánya, akit 1928. június 18-án Budapesten vett feleségül.

## Munkássága
Kutatásai során foglalkozott többek között Magyarország néhány érdekesebb zeolit előfordulásával, így a nadapi laumontittal, a dunabogdányi Csódihegy érdekes ásványtársaságával; ismertette a Rozsnyó és Sajóháza gazdag vasérceit kísérő szfaleritokat. Értékes adatokat szolgáltatott a Salgótarján környéki és Nógrád vármegyei bazaltok, a Mórágy vidéki gránitok ismerethez, feldolgozta a Szanda-hegy piroxén-andezitjét és még számos hazai előfordulás kőzetét és ásványait.
Tanulmányai a Földtani Közlöny 1924–1935. évfolyamaiban jelentek meg. Eredménnyel működött tudományának népszerűsítésében is.

## Főbb munkái
- Ásványhatározó (Zeller Tiborral és Koch Sándorral, Budapest, 1931)
- A csodálatos kristály (Földtani Értesítő, 1937)
- A föld őstörténete (Budapest, 1938)